# Prabowo Subianto
Prabowo Subianto (indonesi: Prabowo Subianto Djojohadikusumo)  (Jakarta, 17 d'octubre de 1951) és un polític, home de negocis i exèrcit general honorari retirat indonèsia que ha estat el vuitè president d'Indonèsia des del 20 d'octubre de 2024. Abans era el 26è Ministre de Defensa sota el president Joko Widodo del 2019 al 2024. Prabowo és el tercer president d'Indonèsia que té formació militar després de Suharto i Susilo Bambang Yudhoyono (SBY). Ha estat descrit com un Populista de dretes.